# Monocelis fasciata
Monocelis fasciata är en plattmaskart som beskrevs av Graff 1911. Monocelis fasciata ingår i släktet Monocelis och familjen Monocelididae. Inga underarter finns listade i Catalogue of Life.